# Otto Somschor
Otto Somschor (* 25. Oktober 1879 in Liciszewy bei Thorn im Kreis Lipno) war ein deutscher Politiker und während der Zwischenkriegszeit als deutscher Minderheitenpolitiker Mitglied des polnischen Sejm (1922–1928).

## Leben und Wirken
Somschor erhielt eine Ausbildung im evangelischen Lehrerseminar in Warschau und arbeitete dann als Deutschlehrer.
Als Mitglied im Deutschtumsbund zur Wahrung der Minderheitenrechte, eine Partei der deutschen Minderheit in der Zweiten Polnischen Republik, wurde er 1922 bei den Wahlen zum Sejm gewählt.